# Ladies Open Lugano
Il Ladies Open Lugano, noto in precedenza come Ladies Open Biel Bienne, è stato un torneo femminile di tennis che si è giocato a Lugano in Svizzera. Ha fatto parte della categoria International ed è stato giocato su terra rossa.
La prima edizione si è giocata nel 2017 a Bienne, sul cemento indoor del Swiss National Tennis Centre. Dall'edizione 2018 a quella conclusiva, nel 2019, il torneo si è poi spostato al Tennis Club Lido Lugano di Lugano, passando dal cemento alla terra rossa.

## Albo d'oro

### Singolare
| Anno | Campionessa         | Finalista       | Punteggio     |
| ---- | ------------------- | --------------- | ------------- |
| 2017 | Markéta Vondroušová | Anett Kontaveit | 6–4, 7–6(6)   |
| 2018 | Elise Mertens       | Aryna Sabalenka | 7–5, 6–2      |
| 2019 | Polona Hercog       | Iga Świątek     | 6–3, 3–6, 6–3 |

### Doppio
| Anno | Campionesse                    | Finaliste                              | Punteggio        |
| ---- | ------------------------------ | -------------------------------------- | ---------------- |
| 2017 | Hsieh Su-wei Monica Niculescu  | Timea Bacsinszky Martina Hingis        | 5–7, 6–3, [10–7] |
| 2018 | Kirsten Flipkens Elise Mertens | Vera Lapko Aryna Sabalenka             | 6–1, 6–3         |
| 2019 | Sorana Cîrstea Andreea Mitu    | Veronika Kudermetova Galina Voskoboeva | 1–6, 6–2, [10–8] |